# Ambiplazma
Ambiplazma (łac. ambo „obaj” i plazma) – rozrzedzona mieszanina cząstek i antycząstek materii. Ambiplazma lekka jest mieszaniną elektronów i pozytonów, ambiplazma ciężka jest mieszaniną protonów i antyprotonów. Jeżeli ilość materii jest równa ilości antymaterii, to ambiplazma jest symetryczna, w ambiplazmie asymetrycznej jeden ze składników przeważa nad drugim. Pojęcie ambiplazmy wprowadzili Oskar Klein i Hannes Alfvén w latach 60. XX wieku w modelu kosmologicznym, według którego Wszechświat wyewoluował z symetrycznego obłoku mieszaniny materii i antymaterii. Model ten wkrótce upadł, gdyż założenie o symetrii materialnej Wszechświata okazało się błędne. We Wszechświecie antymateria występuje jedynie w ilościach śladowych. W roku 2006 Andrzej Mercik i Szymon Mercik opublikowali podstawy modelu kosmologicznego postulującego powstanie Wszechświata z obłoku ambiplazmy asymetrycznej (arXiv:physics/0604024).